# 송승준
송승준(宋勝準, 1980년 6월 29일 ~ )은 전 KBO 리그 롯데 자이언츠의 투수이자, 현 KBO 리그 롯데 자이언츠의 단장 특별 보좌이다.

## 선수 시절

### 아마추어 시절
경남고 3학년 때 팀의 에이스로서 경남고를 청룡기와 봉황기에서 우승, 대통령배 리그에서 준우승으로 이끌었다.

### 미국 프로야구 시절
경남고를 졸업한 뒤 롯데 자이언츠의 고졸 우선 지명을 받았으나 1999년 계약금 90만 달러의 조건으로 보스턴 레드삭스에 입단했고 2002년 '베이스볼 아메리카'의 유망주 100걸 중 60위에 랭크되었던 루키였으나 계속 마이너 리그를 전전하고 여러 팀으로 트레이드가 잦았다. 몬트리올 엑스포스 시절에는 인종 차별주의자였던 프랭크 로빈슨 감독을 만나 기회를 잡지 못했고, 유격수와 충돌하며 오른손 손목 골절상을 당하는 등의 불운이 겹쳐 단 한 번도 MLB 마운드에 오르지 못한 채 귀국했다. 마이너 리그 통산 166경기에 등판해 56승 42패, 3점대 평균자책점을 기록했다.

### 한국 프로야구 시절

#### 롯데 자이언츠시절
귀향 후 2007년 3월 23일, 해외파 특별 지명 때 계약금 2억원, 연봉 1억원에 입단 계약을 맺었다. 2008년에 12승으로 호투하며 팀의 포스트 시즌 진출에 크게 기여했다. 팀 선발진에서 중요한 축을 담당했다.
2009년 6월 27일 한화 이글스와의 경기, 7월 4일 SK 와이번스와의 경기, 7월 10일 넥센 히어로즈와의 경기까지 3연속 완봉승을 달성했다. 3연속 완봉승을 달성한 사례는 1995년 김상진 이래 14년 만이며, 이는 역대 KBO 리그 사상 최고 기록과 타이 기록이었다. 2연속 완봉승은 2002년 9월 빅터 콜 이래 7년 만이었다. 2011년 7월 12일 한화 이글스와의 경기에서 6회 1사까지 퍼펙트 투구를 하다가 박노민, 이대수에게 연속 안타를 맞고 퍼펙트 게임 도전에 실패했다. 이후 가르시아에게 홈런을 허용했지만 승리 투수가 됐다. 2015년 시즌 후 FA 자격을 얻어 4년 40억에 재계약했다.
한편,  2009년 3연속 완봉승으로만 저실점 완투승을 기록해 1995년 강상수와 저실점 완투를 모두 완봉승으로 거둔 기록으로 공동 2위가 됐는데 이 부문 역대 최고 기록은 1993년 박동희의 4완투 4완봉이다.
2020년 11월에 롯데 자이언츠의 플레잉 코치로 선임됐으며 2017년 8월 24일 LG 트윈스전 선발 승으로 역대 18번째 세 자릿수 선발 승 투수가 됐다. 2021년 10월 30일에 은퇴를 선언했다.

## 국가대표 경력
베이징 올림픽 국가대표로 선발돼 미국, 쿠바전에서 호투했고, 금메달을 획득해 병역도 해결했다.

## 별명
- 제일 좋아하는 음식이 짬뽕이어서 '송짬뽕'이라고 불린다.
- 3경기 연속 완봉승을 해 '송삼봉'이라고 불린다.

## 출신 학교
- 하단초등학교
- 경남중학교
- 경남고등학교
- 퍼시픽대학교

## 트리비아
- 미국에 있을 때 영문명으로 알려진 타미란 이름은 그의 매니저 이름이다. 그의 미국 시절 이름은 Song.S.J였다.

## 통산 기록
| 연도 | 팀명   | 평균자책점 | 경기 | 완투 | 완봉 | 승  | 패 | 세 | 홀 | 승률  | 타자 | 이닝   | 피안타 | 피홈런 | 볼넷 | 사구 | 탈삼진 | 실점 | 자책점 |
| ---- | ------ | ---------- | ---- | ---- | ---- | --- | -- | -- | -- | ----- | ---- | ------ | ------ | ------ | ---- | ---- | ------ | ---- | ------ |
| 2007 | 롯데   | 3.85       | 25   | 2    | 0    | 5   | 5  | 0  | 0  | 0.500 | 504  | 117    | 115    | 13     | 49   | 6    | 76     | 52   | 50     |
| 2008 | 롯데   | 3.76       | 26   | 2    | 1    | 12  | 7  | 0  | 0  | 0.632 | 663  | 153.1  | 154    | 7      | 70   | 6    | 114    | 78   | 64     |
| 2009 | 롯데   | 4.72       | 29   | 3    | 3    | 13  | 8  | 0  | 0  | 0.619 | 735  | 167.2  | 175    | 25     | 68   | 8    | 104    | 92   | 88     |
| 2010 | 롯데   | 4.39       | 27   | 1    | 0    | 14  | 6  | 0  | 0  | 0.700 | 709  | 168    | 156    | 20     | 60   | 9    | 113    | 90   | 82     |
| 2011 | 롯데   | 4.18       | 30   | 0    | 0    | 13  | 10 | 0  | 0  | 0.565 | 730  | 172.1  | 181    | 17     | 59   | 7    | 126    | 84   | 80     |
| 2012 | 롯데   | 3.31       | 28   | 0    | 0    | 7   | 11 | 0  | 0  | 0.389 | 687  | 163    | 158    | 12     | 57   | 8    | 117    | 73   | 60     |
| 2013 | 롯데   | 3.76       | 29   | 0    | 0    | 12  | 6  | 0  | 0  | 0.667 | 720  | 167.2  | 171    | 11     | 64   | 4    | 133    | 74   | 70     |
| 2014 | 롯데   | 5.98       | 24   | 0    | 0    | 8   | 11 | 0  | 0  | 0.421 | 572  | 122    | 166    | 16     | 43   | 10   | 89     | 91   | 81     |
| 2015 | 롯데   | 4.75       | 25   | 0    | 0    | 8   | 7  | 0  | 0  | 0.533 | 551  | 125    | 131    | 17     | 46   | 4    | 112    | 71   | 66     |
| 2016 | 롯데   | 8.71       | 10   | 0    | 0    | 1   | 2  | 0  | 0  | 0.333 | 201  | 41.1   | 62     | 6      | 21   | 2    | 35     | 43   | 40     |
| 2017 | 롯데   | 4.21       | 30   | 0    | 0    | 11  | 5  | 0  | 1  | 0.688 | 558  | 130.1  | 132    | 19     | 41   | 4    | 113    | 63   | 61     |
| 2018 | 롯데   | 6.15       | 22   | 0    | 0    | 3   | 4  | 0  | 0  | 0.429 | 361  | 79     | 93     | 8      | 35   | 4    | 68     | 58   | 54     |
| 2019 | 롯데   | 4.40       | 11   | 0    | 0    | 0   | 1  | 0  | 0  | 0.000 | 64   | 14.1   | 16     | 2      | 6    | 0    | 13     | 7    | 7      |
| 2020 | 롯데   | 6.20       | 22   | 0    | 0    | 2   | 2  | 0  | 1  | 0.500 | 119  | 24.2   | 30     | 2      | 14   | 3    | 25     | 17   | 17     |
| 통산 | 14시즌 | 4.48       | 338  | 8    | 4    | 109 | 85 | 0  | 2  | 0.562 | 7174 | 1645.2 | 1740   | 175    | 633  | 75   | 1238   | 893  | 820    |

## 같이 보기
- KBO 리그 탈삼진 관련 기록